# Дорогунь
Дорогу́нь — село в Україні, у Потіївській сільській територіальній громаді Житомирського району Житомирської області. Чисельність населення становить 22 особи (2001).

## Історія
До 6 серпня 2015 року село входило до складу Заньківської сільської ради Радомишльського району Житомирської області.

## Відомі люди
- Климчук Микола Миколайович (нар. 1958) — генерал-майор МВС України, учасник російсько-української війни.